# Coutaportla ghiesbreghtiana
Coutaportla ghiesbreghtiana är en måreväxtart som först beskrevs av Henri Ernest Baillon, och fick sitt nu gällande namn av Ignatz Urban. Coutaportla ghiesbreghtiana ingår i släktet Coutaportla och familjen måreväxter. Inga underarter finns listade i Catalogue of Life.